# Секейра, Барлон
Барлон Андрес Секейра Сибаха (исп. Barlon Andrés Sequeira Sibaja; 25 мая 1998, Атенас, Коста-Рика) — коста-риканский футболист, защитник клуба «Алахуэленсе».

## Клубная карьера
Секейра — воспитанник клуба «Алахуэленсе». 28 августа 2016 года в матче против «Сан-Карлос» он дебютировал в чемпионате Коста-Рике. 12 ноября 2017 года в поединке против «Картахинес» Барлон забил свой первый гол за «Алахуэленсе».

## Международная карьера
В 2015 году в составе юношеской сборной Коста-Рики Секейра принял участие в юношеском чемпионате мира в Чили. На турнире он сыграл в матчах против команд России, ЮАР, КНДР и Бельгии.
В 2017 году в Секейра принял участие в молодёжном чемпионате мира в Южной Корее. На турнире он сыграл в матчах против команд Ирана, Португалии, Замбии и Англии.